# Lluís Crespí de Valldaura
Lluís Crespí de Valldaura (València, 1450 – 1491) fon un noble i militar valencià, pare del poeta Lluís Crespí de Valldaura i Bou.

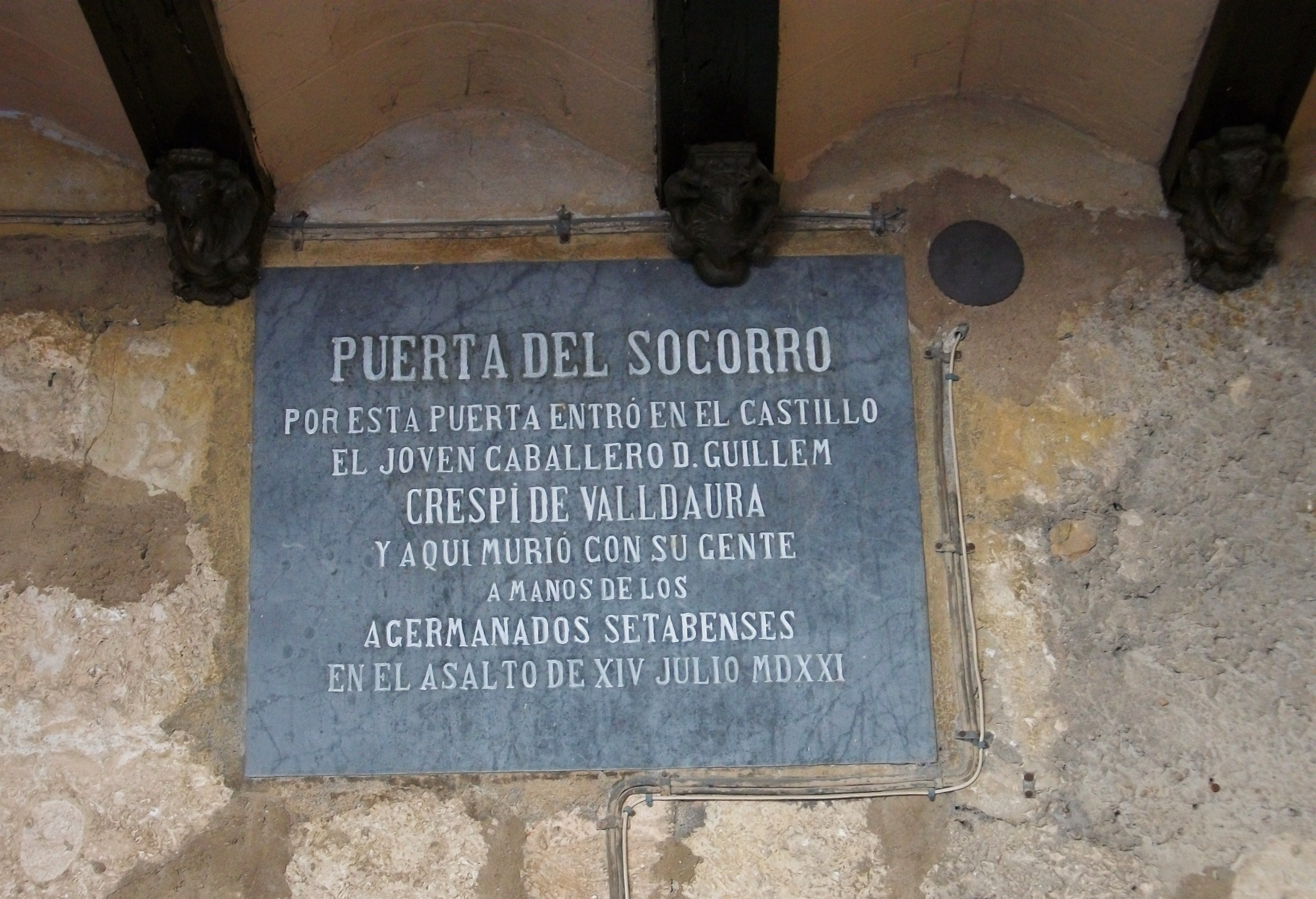
Placa a la porta del Socors del castell de Xàtiva que indica el lloc on va morir Guillem, fill de Lluís Crespí de Valldaura, a mans dels agermanats

Va ocupar el càrrec de síndic i portaveu del braç militar en nombroses ocasions, i va assistir pel braç militar a les Corts Valencianes convocades durant el regnat de Ferran el Catòlic. L'any 1457 fon Justícia Civil de València i en 1486 Jurat d'esta mateixa ciutat.
Casat amb Damiata Bou, tingueren, almenys, huit fills. Va morir quatre anys després d'haver enviudat.